# Fédération des étudiants révolutionnaires
Pour les articles homonymes, voir FER.
La Fédération des étudiants révolutionnaires (FER) est née de la refondation, lors d'un congrès en avril 1968, du Comité de liaison des étudiants révolutionnaires (CLER) fondé en 1961 peu après la création du Front universitaire antifasciste, et qui diffusait le journal Révoltes. Il s'agit d'un groupuscule trotskiste de la branche lambertiste (OCI), qui a rejoint l'Organisation communiste internationaliste et qui s'est rebaptisé Alliance des jeunes pour le socialisme, pour ne plus s'adresser seulement aux étudiants.

## Histoire

### Les débuts
Les militants de ce courant politique, à la différence des «pablistes», du nom de leur dirigeant Michel Pablo, avaient refusé d'intégrer le PCF dans les années 1950 et ont participé à fondation des groupes « Révoltes » dans les auberges de jeunesse en 1956, puis à la création en 1961 d'un Comité de liaison des étudiants révolutionnaires (CLER) qui vise à structurer les trotskistes au sein du Front universitaire antifasciste, face aux communistes et aux ESU. 

#### Les suites du grand meeting syndical pour la paix en Algérie
Le CLER est créé au printemps 1961 lors d'une réunion à l’École normale supérieure autour de  Gérard Rauzy, mathématicien qui a refusé de serrer la main du général de Gaulle visitant son établissement. Le groupe trotskiste La Vérité veut se renforcer en milieu universitaire depuis la préparation de la manifestation réussie des syndicats à la Mutualité pour la paix en Algérie, le 27 octobre 1960. Il profite en 1961-1963 que l'UEC se désintéresse de l’UNEF pour se concentrer sur le FUA. 
Parmi ses premiers militants à la Sorbonne, on compte aussi Alain Krivine, fondateur  du Front universitaire antifasciste, entré en hypokhâgne en 1960 à Condorcet après son baccalauréat, puis à l'automne 1961 à la Sorbonne en licence d’histoire, également militant de l'Union des étudiants communistes de France (UECF). Rallié aux trotskistes à l'hiver 1961-1962, il entre vite au bureau politique du PCI avec Pierre Frank et Michel Lequenne. En octobre 1961, il compte seulement une quinzaine de membres. Son Bulletin de liaison des étudiants révolutionnaires (BLER) est tiré à 350 exemplaires. 

#### Le développement en 1962
Le CLER compte une quarantaine en 1962 dont une petite vingtaine appartient au groupe La Vérité, la majorité des étudiants lambertistes l'ayant rejoint en mars 1962, car il a pris ses distances avec le FUA, qui ne fait plus l'unanimité dans cette mouvance trotskistes car accusé de ghettoiser les étudiants. Le CLER pratique l'entrisme aux ESU et à l’UEC et privilégie l'UNEF, dont l'UEC se désintéresse car elle cherche à prolonger l'action du FUA. Dès l’automne 1961, Jean-Pierre Bakhouche est élu président du groupe d'études de propédeutique qui essaime l’année suivante. Le CLER recrute aussi Claude Chisserey qui entre à la Sorbonne en 1963, mais y adhéré dès l'École normale d'instituteurs. En 1963, trois militants du CLER, dont Bakhouche et Jean Puyade, siègent au bureau de la FGEL, mais sont éliminés par son président Antoine Griset en mars 1963, provoquant la rupture entre CLER et FGEL.

#### Le service d'ordre du CLER formé par Pierre Goldman et Jacques Rémy
Avant la création de l'UJCml dans le courant de l'année 1966, c'est au service d'ordre du CLER que se consacrent, via des séances d'entraînement dans les gymnases proches de la Sorbonne , Pierre Goldman et son bras droit   Jacques Rémy , qui travaillent par la même occasion pour le service d'ordre de l'UNEF. Le CLER a alors un hébergement permanent pour son service d'ordre dans son grand local rue de Charonne à Paris ,. Il s'agit alors de résister, via la création d'un service d'ordre efficace, voir brutal et appelé pour cela parfois « l'Occident de gauche », aux attaques d'un mouvement d'extrême-droite rendu violent par la Guerre d'Algérie, la Fédération des étudiants nationalistes, constituée le 1er mai 1960 par des étudiants – généralement issus de Jeune Nation, et dont une partie, exclue en février 1964, se transformera en « Occident ». Le service d'ordre du Comité de liaison des étudiants révolutionnaires (CLER) s'entraîne à la salle de sport de la Montagne Sainte-Geneviève et à la salle Censier. Le CLER s'installe rue de Charonne avec un dortoir pour son service d'ordre afin de pouvoir réagir en cas d'agression. Le 3 novembre 1966, c'est ce service d'ordre qui fait échec, à Nanterre, aidé par des anarchistes, à l'incursion violente d'Occident, alors que le mouvement d'extrême-droite n'a pas encore été affaibli par l'affaire de Rouen, de début 1967, quand un blessé grave amène une enquête de justice.

### L'alliance avec les anarchistes au sein de l'UNEF en 1964-1967
L'alliance entre les anarchistes et les lambertistes du Comité de liaison des étudiants révolutionnaires (CLER) au sein de l'UNEF, à partir de 1964, leur permet de prendre le contrôle de plusieurs bureaux d'université. Les lambertistes sont ceux qui rejettent le plus fortement l'influence de la religion et de la hiérarchie catholique ce qui facilite leur entente avec les anarchistes, alors que le courant chrétien est en pleine ascension depuis la formation du Parti socialiste unifié en réaction à la Guerre d'Algérie.
L'anarchiste espagnol Tomás Ibáñez est inscrit en 1963-1964 à la Sorbonne au département psycho, place forte parisienne des lambertistes, dirigés par Claude Chisserey. Ce dernier le présente à Richard Ladmiral, membre de Noir et Rouge, ami de Christian Lagant, que Tomás Ibáñez avait connu au camping libertaire international de Beynac. C’est de cette rencontre qu’est née l’idée des anarchistes de créer la Liaison étudiante anarchiste, pour imiter les lambertistes, en créant eux aussi une « liaison étudiante », mais anarchiste cette fois, la Liaison étudiante anarchiste ou LEA.
Richard Ladmiral et Tomás Ibáñez commencent leur militantisme d’opposition, au sein de l’UNEF, en collaboration assez étroite avec la « Tendance syndicaliste révolutionnaire » impulsée par les lambertistes, sur le modèle de l’alliance tissée dans la région de Saint-Nazaire entre anarcho-syndicalistes – dont Alexandre Hébert était la figure de proue – et lambertistes . En mai 68 à Nantes, ce sont des ouvriers lambertistes qui seront, en partie, à l'origine du grand mouvement de grève générale.
L'alliance entre les anarchistes et les lambertistes vole en éclats en 1967, dans certaines universités comme Nanterre, lorsque les premiers s'inspirent des Provos hollandais et des textes de l'Internationale situationniste, tandis que le congrès de la fédération anarchiste du printemps 1967 les écarte, les poussant à s'allier avec une autre branche trotskyste plus récente, les Jeunesses communistes révolutionnaires issues d'une scission de l'Union des étudiants communistes à la fin 1965.

### La diffusion du journalRévoltes
À partir de 1963, le CLER axe son implantation en direction des milieux ouvriers par la diffusion du journal Révoltes, et se heurte au PCF là où il parvient à s'implanter, dans les écoles professionnelles et centres d'apprentissage. 
Dè 1963, des militants de la Fédération unie des auberges de jeunesse diffusant le journal Révoltes sont exclus pour « fractionnisme politique », sans vote des adhérents, au moment où les pressions gouvernementales visent à accentuer la dépolitisation de l'organisation.
En 1967, un meeting du CLER à Malakoff, dans les Hauts-de-Seine, est dispersé de force par le député-maire de la ville, Léo Figuères, membre du comité central du PCF. Chez les étudiants, le CLER échoue à prendre la direction de l'UNEF, où il se heurte au PSU, mais s'implante à Clermont-Ferrand, Toulouse, Cannes, Bordeaux, Caen et Rouen. Dans la nouvelle université de Nanterre, il aura moins de dix militants.
C'est l'initiative du journal Révoltes qu'est organisé le 24 juin 1967 un meeting d'un millier de personnes pour préparer une manifestation centrale de la jeunesse « contre la déchéance et la misère ». Charles Berg et Claude Chisserey sont plus spécialement chargés des comités du journal Révoltes. À Dijon, en novembre 1967, Alain Chicouard, étudiant à Dijon depuis septembre 1965 et responsable du groupe « Révoltes » et du CLER en 66-68, se fait élire président de la Section Lettres de l'UNEF. Dès  septembre–octobre 1966, il se consacre à la manifestation internationale contre la guerre au Vietnam, à Liège le 15 octobre suivant.

### La FER/CLER en Mai 68
En mai 68, la FER tout comme l'UNEF mettait l'accent sur des « moments récents de la lutte ouvrière » comme la grande grève des mineurs de 1963, premier grand mouvement social sous le premier mandat du général de Gaulle, la mobilisation contre les ordonnances anti-Sécurité sociale du Premier ministre Georges Pompidou tout au long de l'année 1967, combinées aux protestations contre la Réforme Fouchet des universités, appelée aussi lutte des étudiants contre le plan Fouchet, et les combats livrés par les jeunes travailleurs dans des grèves dures à Caen ou à la Rhodiaceta. Ses militants vendaient à la sortie des lycées, le journal de la FER, qui s'appelait Révoltes.
En 1967-1968, le CLER est majoritaire, à la Sorbonne, dans les groupes d'études de l'UNEF de philosophie, psychologie et espagnol, avec Claude Chisserey et Charles Berg. Le CLER continue d'agir sur les bases de la «tendance» qu'ils revendiquent de pouvoir animer au sein de l'UNEF, appelée celle des « hyper syndicalistes ». En février 1968, ils présentent une motion demandant que Cohn-Bendit soit exclu de l'UNEF puis la retirent en apprenant que ce dernier fait l'objet d'une demande d'expulsion du territoire français après les bagarres d'avril 1968. Début avril 1968, ils somment le bureau de l'UNEF-Nanterre, toujours tenue par la JCR malgré la démission en février de Jean-François Godchau, de se justifier sur le soutien qu'il apporte au Mouvement du 22 mars. 
Le CLER s'est ensuite rapproché d'autres groupes afin d'opérer sa transformation en FER. Lors d'un congrès en avril 1968, la banderole ornant la tribune proclame « La Révolution est inévitable, il faut s'y préparer vite » et le Comité de liaison des étudiants révolutionnaires (CLER) devient la Fédération des étudiants révolutionnaires. Dans certains sites universitaires très médiatisés en 1968 comme l'Université Paris-Nanterre, son poids est plus faible que celui de son nouveau concurrent trotskiste depuis 1966, la JCR, la FER comptant  7 ou 8 adhérents qui forment le noyau d'un groupe d'une quinzaine d'étudiants actifs et sympathisants. 
Le vendredi 3 mai 1968 dans l'après-midi, la FER est coorganisatrice, avec l'UNEF et le Mouvement d'action universitaire (MAU) du meeting dans la cour de la Sorbonne, qui ne réunit que 250 étudiants, mais se termine par les premiers affrontements avec la police. Claude Chisserey négocie sans succès avec la police et appelle à étendre le mouvement après les affrontements. Le lundi 5 mai 1968, son service d'ordre érige des barricades, tandis que l'un de ses représentants à Nanterre Michel Pourny récuse ses juges du conseil de discipline et quitte la salle après avoir lu une déclaration écrite. Lors d'un meeting à la Mutualité réunissant 2 000 à 3 000 personnes le vendredi 10 mai, le soir de la Nuit des Barricades de Mai 68, la FER appelle à rejoindre le monde ouvrier et ses dirigeants mettent en garde les manifestants contre le risque de voir la violence utilisée par le pouvoir pour choquer l'opinion publique, même si une partie des participants au meeting rejoignent la Nuit des Barricades de Mai 68, tandis que les premières protestations des journalistes de l'ORTF ne deviennent publiques que dans la soirée. Le 22 mai 1968, le journal Révoltes a pour gros titre en première page : «Tout est possible! » et en sous-titre: «Imposons le Comité central national de grève!». La FER est ensuite active dans les émeutes du 24 mai dans plusieurs villes et du 7 juin à Renault-Flins, qui se terminent par la mort du lycéen Gilles Tautin.
En mai 68, le secrétaire général du CLER était Christian de Bresson, tandis que Jacques Rémy et son adjoint Jean-Louis Argentin prennent leurs distances. Le jeune ingénieur parisien Yves Dorey était le successeur de Maurice Sédès comme directeur-gérant du journal mensuel Révoltes, qui paraît depuis novembre 1965 sous forme de revue et depuis septembre 1966 au format tabloïd, Claude Chisserey à la Sorbonne et Charles Berg responsable des groupes de jeunes. Michel Landron dirige le projet de journal Jeune révolutionnaire.

### La dissolution de juin 1968
Ce groupe est dissous par le décret du 12 juin 1968, mais obtient en juillet 1970 l'annulation du décret pour excès de pouvoir prononcée par le Conseil d'État . Comme les autres groupes le motif avancé est le risque causé par sa particulière violence.

### Après la dissolution
La dissolution de FER l'amène à devenir l’Alliance des jeunes pour le socialisme (AJS) qui est la reconstitution d’une des organisations dissoutes en 68. Elle est animée par Charles Berg, dont le vrai nom est Charles Stobnicer. L’AJS se présente comme le mouvement de jeunesse de l'OCI, membre de la IVe internationale, sous la direction de Pierre Boussel. Alors que les groupuscules gauchistes et anarchistes s’étaient disputé le contrôle de l’UNEF, qui avait abandonné toute influence, en janvier 1971, les rocardiens sont mis en minorité et quittent le syndicat, qui subit un énorme trou financier et les militants de l’Alliance des jeunes pour le socialisme en prennent le contrôle. L'AJS a pris au même moment le contrôle de la MNEF avec l’aval de la justice lors d'une réunion dans un gymnase de Nanterre, dont le service d’ordre de l’AJS a interdit l’accès à une partie des sociétaires. Le climat était à la lassitude et à la peur. 
À l’université de Nanterre, en décembre 1970, le groupe maoïste, la Gauche prolétarienne, a organisé un meeting ou Alain Geismar a tenu un discours véhément, qui s'est terminé par un affrontement. En à peine un quart d’heure les CRS ont balayé tout le campus. Les gauchistes se sont réfugiés dans les bâtiments, dans lesquels des centaines d’étudiants se sont trouvés piégés. Les CRS, regroupés au centre du campus, forment un carré. La résidence universitaire a été investie, une porte de chambre a été défoncée, et un jeune, roué de coups, s’est retrouvé avec le foie éclaté. Les gardes mobiles ont été appelés pour s’interposer et calmer la fureur des CRS. La présidence a annoncé que tous les cours étaient suspendus jusqu’aux vacances de Noël et la rentrée de janvier reportée jusqu’à une date indéterminée.
Au cours des manifestations lycéennes contre la loi Debré, puis contre les «réformes Fontanet et Haby», ce courant politique implanté chez les étudiants a aussi sa branche lycéenne, l'Union des cercles lycéens, dont plusieurs militants ensuite sont devenus des dirigeants du mouvement étudiant, comme Jean-Louis Wander, Marc Rosenblat et Philippe Darriulat, présidents de l'Unef-ID entre 1975 et 1987.

### Les années 1970
Dans les années 1970, le secteur jeune est animé par des militants comme le futur cinéaste Charles Stobnicer,, naît le 22 juin 1946, qui « personnifie l'Alliance des jeunes pour le socialisme jusqu'au milieu des années 1970 » et dont il est secrétaire général, selon Philippe Campinchi. 
Dans sa jeunesse, il milite à la FER (Fédération des étudiants révolutionnaires), branche étudiante de l'Organisation communiste internationaliste (OCI), sous le nom de « Charles Berg » puis en a été exclu en 1979, tandis que Stéphane Just, aussi de l'OCI, sera exclu en 1984. Pour son éviction, est évoqué ce qui sera plus tard qualifié d'« affaire Berg », selon laquelle nombre de membres du comité central de l'OCI auraient été impliqués dans le trucage du nombre d'adhérents début 1979. Une autre affaire Berg, sans aucun lien, a entre-temps acquis une réelle notoriété en Allemagne cinq ans plus tard (24 février-20 mars 1984).
Charles Berg participe à « la prise de l'UNEF en 1971 » avec son ami Claude Chisserey.
Ce dernier s'est  suicidé en 1979, l'année de l'exclusion de Berg qui lui a succédé à tête la « commission jeune » de l’OCI « pendant au moins deux ans, de 1975 à 1977 ». Toujours au bureau politique de l'OCI, Chisserey s'appuyait sur « la jeunesse sortie de Mai-Juin 68 » et lui fait des révélations sur l'OCI et son fonctionnement afin de résister à la puissance du leader Pierre Lambert et même le renverser. 
Peu avant, en 1978, la branche étudiante de l'OCI, menée par Berg et Chisserey, avait été mise à contribution pour créer le syndicat étudiant UNEF ID, qui verra le jour au congrès de mai 1980, à Nanterre, en se rapprochant des mitterrandistes rassemblés par Édith Cresson dans le Comité pour l'organisation du syndicat des étudiants de France, fondé à la rentrée 1975 et remarqué au printemps 1976 contre la réforme Saunier-Seité mais qui n'obtient que quatre élus en 1977, aux élections étudiantes aux conseils d'administration des CROUS. Denis Sieffert, président de l'UNEF, depuis 1975 était parti faire son service militaire en 1977.
L'opération inclut aussi les trotskistes du MAS, fondé après le mouvement de 1976 contre la réforme Saunier-Seité à l'initiative du MARC (MARC) lui-même formé après mai 68 par des étudiants PSU proches de la CFDT, mais rapidement infiltré par la LCR. L'OCI avait elle-même une centaine d'infiltrés parmi les étudiants de la LCR, qui étaient coordonnés par Pierre Salvaing et François de Massot. Le rapprochement, voulu par Pierre Lambert, passe par l'élection à la présidence de la MNEF en 1979 de Jean-Michel Grosz, qui rassure les partenaires indirect de l'OCI dans Force Ouvrière, le secrétaire général André Bergeron et le leader du RPR Jacques Chirac, qui a placé des militants dans FO. Elle permet d'intégrer au passage une autre composante du militantisme étudiant, les rocardiens, parmi lesquels Manuel Valls, Alain Bauer et Stéphane Fouks. Le vote pour François Mitterrand au 1er tour va fédérer ensuite un peu plus cette nébuleuse, désormais en passe de devenir la première force dans les universités, et Jean-Christophe Cambadélis est invité à la tribune 10 mai 1981, sur la Place de la Bastille.
Charles Berg avait succédé à l'action de Claude Chisserey pour opérer une infiltration dans la LCR depuis la fin des années 1960, qui a finalement servi début 1981 à intégrer 400 militants LCR dans l'OCI, dans le sillage de la création de l'UNEF ID pour revendiquer 4 810 militants en mars 1981, six fois plus qu'en 1968-1969 pour prétendre arriver à 10.000 en 1982. Un objectif esquissé dès le 24e congrès des 23, 24 et 25 mai 1980, à coups de recrutements rapides, voulus par le congrès suivant et jamais réalisé. Entre-temps, la disparition du tandem Berg-Chisserey et la marginalisation des lycéens recrutés en 1968, comme Benjamin Stora, a produit un « resserrement extraordinaire du pouvoir » autour de Pierre Lambert.

## Homonymie
Une autre Fédération des étudiants révolutionnaires a existé avant la Première Guerre mondiale, sans lien organique avec l'autre.

### Anciens militants
- Benjamin Stora[32]
- Claude Chisserey[32]
- Jean-Christophe Cambadélis[32]
- Patrick Braouezec[33]
- Charles Berg
- Stéphane Just
- Lionel Jospin
- Michel Pourny
- Christian Nény